# Виттинг, Евгений Эдуардович
Евге́ний Эдуа́рдович Ви́ттинг (Эйжен Витингс; Витинг; 8 (20) июля 1884, Санкт-Петербург, Российская империя — 10 августа 1959, Минск, СССР) — российский и советский певец (драматический тенор), педагог. Заслуженный деятель искусств Латвийской ССР (1946) и БССР (1955).

## Биография
Вокальное образование получил в Милане (1904—1906 гг.). Расцвет артистической деятельности относится к 1909—1918 годам, когда Е. Э. Виттинг был солистом Мариинского театра (Петроград, партии — Радамес, Хозе, Герман и др.). С 1920 года гастролировал в Испании, Франции, Англии, Чехословакии, Румынии, Эстонии. В 1926—1929 годах пел на сценах оперных театров Одессы, Свердловска, Тбилиси. С 1920 г. преподавал в консерваториях Риги (1920—1926 гг., 1940—1950 гг., с 1947 года — профессор), Каунаса (1936—1940 гг.), Минска (1950—1959 гг.). Среди учеников Е. Э. Виттинга — Н. Д. Ворвулёв, М. А. Зюванов, В. И. Глушаков, Петерис Гравелис и др.
Лукьянова Тамара Иосифовна — студентка и впоследствии супруга Е. Э. Виттинга, который овдовел во время Второй Мировой Войны. Дочь от первого брака эмигрировала в Австралию.

## Публикации Е. Э. Виттинга
- О Шаляпине / Запись Л. А. Ванковича // Совет. Отчизна. 1957. № 4. С. 138—142.
- Неман. 1982. № 5. С. 164—167 (под загл.: Встречи с Ф. И. Шаляпиным).